# Radikal (matematik)
Den här artikeln handlar om radikaler inom algebra. För andra betydelser, se Radikal.
Ordet radikal har i matematiken flera betydelser:
- Radikal används för att benämna ett tal som kan uttryckas enbart med hjälp av heltal, de fyra räknesätten och rotutdragningar.
- Inom ringteorin definieras radikalen av ett ideal {\displaystyle I} av

{\displaystyle {\sqrt {I}}=\{r\in R|\exists n\in \mathbb {N} :r^{n}\in I\},n>0}

## Inom ringteori
Den är en tillslutningsoperator eftersom successiva verkningar inte förändrar något mer:
{\displaystyle {\sqrt {\sqrt {I}}}={\sqrt {I}}}
En annan egenskap:
{\displaystyle I={\sqrt {I}}<=>R/I} saknar nilpotenta element